# Diamond Challenge Sculls
Diamond Challenge Sculls veslački je događaj za veslačke samce na regati Henley Royal na rijeci Temzi u Engleskoj. Prva utrka održana je 1844. godine, otvorena je za muške veslače.
Diamond Challenge Sculls, Wingfield Sculls i London Cup na Metropolitan regati čine »Trostruku krunu« triju najprestižnijih natjecanja za samce u Ujedinjenom Kraljevstvu.

## Pobjednici
| Godina                                                       | Pobjednik                 | Klub                      | Suparnik                  | Klub                         | Izv.  |
| ------------------------------------------------------------ | ------------------------- | ------------------------- | ------------------------- | ---------------------------- | ----- |
| 1844.                                                        | Thomas Bumpsted           | Scullers Club, London     | H Morgan                  | Christ Church, Ox            |       |
| 1845.                                                        | S Wallace                 | Leander Club              | J W Conant                | St. John's College, Ox       |       |
| 1846.                                                        | Sir Edward Moon           | Magdalen College, Oxford  | Thomas Howard Fellows     | Leander Club                 |       |
| 1847.                                                        | William Maule             | Trinity College, Cm       | Edward Moon               | Magdalen College, Ox         |       |
| 1848.                                                        | William Bagshawe          | Trinity College, Cm       | W Wilberforce             | Oxford University BC         |       |
| 1849.                                                        | Thomas Bone               | London                    | C S Bagot                 | Trinity College, Cm          |       |
| 1850.                                                        | Thomas Bone               | Meteor Club, London       | John Erskine Clarke       | Wadham College               |       |
| 1851.                                                        | Edward Gryffydh Peacock   | Thames Club               | Edward Macnaghten         | Trinity College, Cm          |       |
| 1852.                                                        | Edward Macnaghten         | Trinity College, Cm       | Edward Gryffydh Peacock   | London                       |       |
| 1853.                                                        | Stephen Rippingall        | Peterhouse, Cm            | Martin Howy Irving        | Balliol College, Ox          |       |
| 1854                                                         | Herbert Playford          | Wandle Club, London       | R C Galton                | Trinity College, Cm          |       |
| 1855                                                         | A. A. Casamajor           | Wandle Club, London       | Herbert Playford          | Wandle Club                  |       |
| 1856                                                         | A. A. Casamajor           | Argonaut Club, London     | C Stephens                | Caversham BC                 | [ 3 ] |
| 1857                                                         | A. A. Casamajor           | London RC                 | James Paine               | London RC                    |       |
| 1858                                                         | A. A. Casamajor           | London RC                 | rowed over                | n/a                          | [ 4 ] |
| 1859                                                         | Edwin Brickwood           | Richmond RC               | R Beaumont                | Third Trinity, Cm            |       |
| 1860                                                         | Herbert Playford          | London RC                 | Edwin Brickwood           | London                       |       |
| 1861                                                         | A. A. Casamajor           | London RC                 | Edwin Brickwood           | London                       |       |
| 1862                                                         | Edwin Brickwood           | London RC                 | Walter Bradford Woodgate  | Brasenose College, Ox        |       |
| 1863                                                         | Charles Bennett Lawes     | Third Trinity, Cm         | Edwin Brickwood           | London                       |       |
| 1864                                                         | Walter Bradford Woodgate  | Brasenose College, Ox     | Edward Michell            | Magdalen College, Ox         |       |
| 1865                                                         | Edward Michell            | Magdalen College, Ox      | Charles Bennett Lawes     | Third Trinity, Cm            |       |
| 1866                                                         | Edward Michell            | Magdalen College, Ox      | Walter Bradford Woodgate  | Kingston RC                  |       |
| 1867                                                         | William Crofts            | Brasenose College, Ox     | Frank Willan              | Exeter College, Ox           |       |
| 1868                                                         | William Stout             | London Rowing Club        | William Crofts            | Brasenose College, Ox        |       |
| 1869                                                         | William Crofts            | Brasenose College, Oxford | A C Yarborough            | Lincoln College, Ox          |       |
| 1870                                                         | John Brooks Close         | First Trinity, Cm         | R J Waldie-Griffith       | Jesus College, Cm            |       |
| 1871                                                         | William Fawcus            | Tynemouth RC              | John Goldie               | Lady Margaret BC, Cm         |       |
| 1872                                                         | Clement Courtenay Knollys | Magdalen College, Ox      | C H Lawton                | York                         |       |
| 1873                                                         | Alfred Dicker             | Lady Margaret, Cm         | W Chillingworth           | Twickenham RC                |       |
| 1874                                                         | Alfred Dicker             | Lady Margaret, Cm         | William Fawcus            | Tynemouth RC                 |       |
| 1875                                                         | Alfred Dicker             | Lady Margaret, Cm         | William Brooks Close      | Cambridge                    |       |
| 1876                                                         | Frank Lumley Playford     | London RC                 | Robert Labat              | London RC                    |       |
| 1877                                                         | Tom Edwards-Moss          | Brasenose College, Ox     | A V Frere                 | Kingston RC                  |       |
| 1878                                                         | Tom Edwards-Moss          | Brasenose College, Ox     | Jefferson Lowndes         | Hertford College, Ox         |       |
| 1879                                                         | Jefferson Lowndes         | Hertford College, Ox      | Frank Lumley Playford     | London RC                    |       |
| 1880                                                         | Jefferson Lowndes         | Derby School RC           | C E Adam                  | Oxford                       |       |
| 1881                                                         | Jefferson Lowndes         | Derby School RC           | Achilles Wild             | Frankfurt, GER               |       |
| 1882                                                         | Jefferson Lowndes         | Derby School RC           | Alexandre Lein            | Paris, FRA                   |       |
| 1883                                                         | Jefferson Lowndes         | Twickenham RC             | Achilles Wild             | Frankfurt, GER               |       |
| 1884                                                         | William Sully Unwin       | Magdalen College, Ox      | R H Smith                 | Thames RC                    |       |
| 1885                                                         | William Sully Unwin       | Magdalen College, Ox      | Frederick I Pitman        | Third Trinity, Cm            |       |
| 1886                                                         | Frederick Pitman          | Third Trinity, Cm         | William Sully Unwin       | Magdalen College, Ox         |       |
| 1887                                                         | James Cardwell Gardner    | Emmanuel College, Cm      | Guy Nickalls              | Magdalen College, Oxford     |       |
| 1888                                                         | Guy Nickalls              | Magdalen College, Ox      | E Doering                 | F Hammonia BC, GER           |       |
| 1889                                                         | Guy Nickalls              | Magdalen College, Ox      | Charles J Psotta          | New York AC, USA             |       |
| 1890                                                         | Guy Nickalls              | Magdalen College, Ox      | Gilbert Kennedy           | Kingston RC                  |       |
| 1891                                                         | Vivian Nickalls           | Magdalen College, Ox      | rowed over                | n/a                          | [ 5 ] |
| 1892                                                         | Janus Ooms                | Neptune RC, NED           | S M Boyd                  | Trinity College, Dublin, IRE |       |
| 1893                                                         | Guy Nickalls              | Magdalen College, Ox      | Gilbert Kennedy           | Kingston RC                  |       |
| 1894                                                         | Guy Nickalls              | Formosa BC                | Vivian Nickalls           | Magdalen College, Ox         |       |
| 1895                                                         | Rupert Guinness           | Leander Club              | Guy Nickalls              | London RC                    | [ 6 ] |
| 1896                                                         | Rupert Guinness           | Leander Club              | Rupert Kendall Beaumont   | Burton-On-Trent RC           |       |
| 1897                                                         | Edward Ten Eyck           | Wachusett, USA            | Harry Blackstaffe         | Vesta RC                     |       |
| 1898                                                         | Benjamin Hunting Howell   | Trinity Hall, Cm          | Harry Blackstaffe         | Vesta RC                     |       |
| 1899                                                         | Benjamin Hunting Howell   | Thames RC                 | Harry Blackstaffe         | Vesta RC                     |       |
| 1900                                                         | Edward Hemmerde           | University College, Ox    | Benjamin Hunting Howell   | Thames RC                    |       |
| 1901                                                         | Charles Vincent Fox       | Guards Brigade RC         | St G Ashe                 | Thames RC                    |       |
| 1902                                                         | Frederick Septimus Kelly  | Balliol College, Ox       | Raymond Etherington-Smith | Leander Club                 |       |
| 1903                                                         | Frederick Septimus Kelly  | Leander Club              | Jack Beresford            | Kennsington RC               |       |
| 1904                                                         | Lou Scholes               | Toronto RC, CAN           | Arthur Cloutte            | London RC                    |       |
| 1905                                                         | Frederick Septimus Kelly  | Leander Club              | Harry Blackstaffe         | Vesta RC                     |       |
| 1906                                                         | Harry Blackstaffe         | Vesta RC                  | William Darell            | Household Brigade            |       |
| 1907                                                         | William Darell            | Household Brigade         | Alexander McCulloch       | University College, Ox       |       |
| 1908                                                         | Alexander McCulloch       | Leander Club              | Athol Alexander Stuart    | Kingston RC                  |       |
| 1909                                                         | Athol Alexander Stuart    | Kingston RC               | Rudolph Lucas             | Mainz RC, GER                |       |
| 1910                                                         | Wally Kinnear             | Kensington RC             | Rudolph Lucas             | Mainz RC, GER                |       |
| 1911                                                         | Wally Kinnear             | Kensington RC             | Eric Powell               | Vikings Club                 |       |
| 1912                                                         | Eric Powell               | Vikings Club              | Alexander McCulloch       | Leander Club                 |       |
| 1913                                                         | Cecil McVilly             | Derwent RC, AUS           | Edward Dennis P Pinks     | London RC                    |       |
| 1914                                                         | Giuseppe Sinigaglia       | Lario Club, Como, ITA     | Colin M Stuart            | Trinity Hall, Cm             | [ 7 ] |
| Nije bilo utrka od 1915. do 1919. godine (Prvi svjetski rat) |                           |                           |                           |                              |       |

### 1920. do 1939. godine
| Godina                                              | Pobjednik           | Klub                      | Suparnik                  | Klub                             | Izv.         |
| --------------------------------------------------- | ------------------- | ------------------------- | ------------------------- | -------------------------------- | ------------ |
| 1920                                                | Jack Beresford      | Thames RC                 | Donald Gollan             | First Trinity, Cm                |              |
| 1921                                                | Frits Eijken        | Delft Univ, Laga, NED     | Jack Beresford            | Thames RC                        |              |
| 1922                                                | Walter Hoover       | Duluth, Minnesota, USA    | Jack Beresford            | Thames RC                        |              |
| 1923                                                | Morris Keele Morris | London RC                 | Donald Gollan             | Leander Club                     |              |
| 1924                                                | Jack Beresford      | Thames RC                 | Keith Neville Craig       | Pembroke College, Cm             |              |
| 1925                                                | Jack Beresford      | Thames RC                 | Donald Gollan             | Leander Club                     |              |
| 1926                                                | Jack Beresford      | Thames RC                 | Geoffrey Egbert G Goddard | Jesus College, Cm                | [ 8 ]        |
| 1927                                                | R T Lee             | Worcester College, Ox     | Joseph Wright Jr.         | Argonaut RC, CAN                 | [ 9 ] [ 10 ] |
| 1928                                                | Joseph Wright Jr.   | Argonaut RC, CAN          | R T Lee                   | Worcester College, Oxford        | [ 11 ]       |
| 1929                                                | Bert Gunther        | De Amstel, NED            | Joseph Wright Jr.         | Argonaut RC, CAN                 | [ 12 ]       |
| 1930                                                | Jack Guest          | Don Rowing Club, CAN      | Gerhard Boetzelen         | Berliner RC, GER                 | [ 13 ]       |
| 1931                                                | Bobby Pearce        | Leander BC, Hamilton, CAN | Fred Bradley              | Pembroke College, Cm             | [ 14 ]       |
| 1932                                                | Herbert Buhtz       | Berliner RC, GER          | Gerhard Boetzelen         | Berliner RC, GER                 | [ 15 ]       |
| 1933                                                | Tom Askwith         | Peterhouse, Cm            | Humphrey Warren           | Trinity Hall, Cm                 | [ 16 ]       |
| 1934                                                | Herbert Buhtz       | Berliner RC, GER          | Winthrop Rutherford       | Princeton University, USA        | [ 17 ]       |
| 1935                                                | Ernst Rufli         | FC Zurich RC, SWI         | Jiří Zavřel               | Veslařský Klub, CZE              | [ 18 ]       |
| 1936                                                | Ernst Rufli         | FC Zurich RC, SWI         | Thomas Harold Tyler       | Thames RC                        | [ 19 ]       |
| 1937                                                | Josef Hasenöhrl     | RV Ellida, AUT            | John Francis Coulson      | Argonaut RC, CAN                 | [ 20 ]       |
| 1938                                                | Joe Burk            | Penn AC, USA              | Len D Habbitts            | Reading RC                       | [ 21 ]       |
| 1939                                                | Joe Burk            | Penn AC, USA              | Roger Verey               | Akademicki Zwiazek Sportowy, POL | [ 22 ]       |
| 1940. do 1945. nije bilo utrka (Drugi svjetski rat) |                     |                           |                           |                                  |              |

### Od 1946. do 1999. godine
| Godine | Pobjednik             | Klub                             | Supranik              | Klub                                | izv.          |
| ------ | --------------------- | -------------------------------- | --------------------- | ----------------------------------- | ------------- |
| 1946   | Jean Séphériadès      | SN Basse Seine, FRA              | John B. Kelly Jr.     | US Navy, USA                        | [ 23 ]        |
| 1947   | John B. Kelly Jr.     | University of Penn, USA          | Carl H Fronsdal       | Bergens Roklubb, NOR                | [ 24 ] [ 25 ] |
| 1948   | Mervyn Wood           | NSW Police RC, AUS               | Bert Bushnell         | Maidenhead RC                       | [ 26 ]        |
| 1949   | John B. Kelly Jr.     | University of Penn, USA          | Jack H Trinsey        | Notre Dame Club of Phila, USA       | [ 27 ]        |
| 1950   | Antony Rowe           | Leander Club                     | Rob van Mesdag        | Trinity College, Dublin             | [ 28 ]        |
| 1951   | Tony Fox              | Pembroke College, Cm             | Erik Larsen           | Koge Roklubb, DEN                   | [ 29 ]        |
| 1952   | Mervyn Wood           | Sydney Rowing Club, AUS          | Tony Fox              | London Rowing Club                  |               |
| 1953   | Tony Fox              | London Rowing Club               | Robert George         | Union Nautique de Liege, BEL        | [ 30 ] [ 31 ] |
| 1954   | Perica Vlašić         | VK Mornar, YUG                   | Alain Colomb          | Aviron Romand, SWI                  | [ 32 ]        |
| 1955   | Teodor Kocerka        | AZS Bydgoszsz, POL               | Sidney Rand           | Royal Air Force                     | [ 33 ]        |
| 1956   | Teodor Kocerka        | AZS Bydgoszsz, POL               | Tony Fox              | London Rowing Club                  | [ 34 ]        |
| 1957   | Stuart Mackenzie      | Sydney RC, AUS                   | Vyacheslav Ivanov     | Krasnoe Znamia, USSR                | [ 35 ]        |
| 1958   | Stuart Mackenzie      | Sydney RC, AUS                   | Vyacheslav Ivanov     | Central Army Club, USSR             | [ 36 ]        |
| 1959   | Stuart Mackenzie      | Sydney RC, AUS                   | Harry Parker          | Vesper BC, USA                      | [ 37 ]        |
| 1960   | Stuart Mackenzie      | Leander Club                     | Teodor Kocerka        | AZS Szczecin, POL                   | [ 38 ]        |
| 1961   | Stuart Mackenzie      | Mosman RC, AUS                   | Oleg Tyurin           | Trud Club, Leningrad                | [ 39 ]        |
| 1962   | Stuart Mackenzie      | Leander Club                     | William L. Barry      | Quintin BC                          | [ 40 ]        |
| 1963   | Gottfried Kottmann    | Belvoir RC, SWI                  | William L. Barry      | Quintin BC                          | [ 41 ]        |
| 1964   | Seymour Cromwell      | Nonpareil RC, USA                | Alberto Demiddi       | Club de Regatas Rosario, ARG        | [ 42 ]        |
| 1965   | Donald Spero          | NY AC, USA                       | Hugh Wardell-Yerburgh | Bristol RC                          | [ 43 ]        |
| 1966   | Achim Hill            | BSGM Baumschuleneweg, GDR        | Jan Wienese           | Roei en Zeilverenging de Amstel     | [ 44 ]        |
| 1967   | Martin Studach        | Grasshopper Club Zürich, SWI     | Jochen Meißner        | Mannheimer Rv Amiciitia Von 1876    | [ 45 ]        |
| 1968   | Hugh Wardell-Yerburgh | Eton Vikings                     | Kenny Dwan            | Poplar, Blackwall &amp; District RC | [ 46 ]        |
| 1969   | Joachim Böhmer        | SC Dynamo Berlin, GER            | William B Tytus       | Seattle Tennis Club                 | [ 47 ]        |
| 1970   | Jochen Meißner        | Mannheimer RV Amicitia, GER      | Patrick Delafield     | Tideway Scullers' School            | [ 48 ]        |
| 1971   | Alberto Demiddi       | Club de Regatas Rosario, ARG     | Jim Dietz             | New York AC, USA                    | [ 49 ]        |
| 1972   | Aleksandr Timoshinin  | WMF Moscow, USSR                 | Seán Drea             | Vesper BC, USA                      | [ 50 ]        |
| 1973   | Seán Drea             | Neptune Rowing Club, IRE         | David Sturge          | Lady Margaret BC                    | [ 51 ]        |
| 1974   | Seán Drea             | Neptune RC, IRE                  | Kenny Dwan            | Poplar, Blackwall & District RC     | [ 52 ]        |
| 1975   | Seán Drea             | Neptune RC, IRE                  | Jim Dietz             | New York AC                         | [ 53 ]        |
| 1976   | Ted Hale              | Sydney Rowing Club, AUS          | Peter Zeun            | Peterborough City RC                | [ 54 ]        |
| 1977   | Tim Crooks            | Leander Club                     | Jim Dietz             | New York AC                         | [ 55 ]        |
| 1978   | Tim Crooks            | Leander Club                     | Hugh Matheson         | Thames Tradesmen's RC               | [ 56 ]        |
| 1979   | Hugh Matheson         | Nottingham Rowing Club           | Johan Ghoos           | Antwerpse RV, BEL                   | [ 57 ]        |
| 1980   | Ricardo Ibarra        | Mar del Plata, ARG               | Rolf Thorsen          | Horten Roklubb, NOR                 | [ 58 ]        |
| 1981   | Chris Baillieu        | Leander Club                     | Chris Howell          | University of London RC             | [ 59 ]        |
| 1982   | Chris Baillieu        | Leander Club                     | Allan Whitwell        | Thames Tradesmen's RC               | [ 60 ]        |
| 1983   | Steve Redgrave        | Marlow Rowing Club               | Tim Crooks            | Kingston RC                         |               |
| 1984   | Chris Baillieu        | Leander Club                     | Bjarne Eltang         | Danske SR, DEN                      |               |
| 1985   | Steve Redgrave        | Marlow Rowing Club               | Brad Alan Lewis       | Dirty Dozen RC, USA                 | [ 61 ]        |
| 1986   | Bjarne Eltang         | Danske Stud RK, DEN              | Steve Redgrave        | Marlow Rowing Club                  |               |
| 1987   | Peter-Michael Kolbe   | RC Hamburg, GER                  | Vasil Yakusha         | Soviet Army, USSR                   | [ 62 ]        |
| 1988   | Hamish McGlashan      | Melbourne University BC          | Andrew Sudduth        | Harvard University, USA             |               |
| 1989   | Václav Chalupa        | Dukla Praha, CZE                 | Kajetan Broniewski    | AZS-AWF Warszawa, POL               | [ 63 ]        |
| 1990   | Eric Verdonk          | Koru RC, NZL                     | Wim Van Belleghem     | Bruges Trimm-en, BEL                |               |
| 1991   | Wim Van Belleghem     | Royal Club Nautique de Gand, BEL | Eric Verdonk          | Koru RC, NZL                        |               |
| 1992   | Rorie Henderson       | Leander Club                     | Paul Reedy            | Melbourne University BC             |               |
| 1993   | Thomas Lange          | Ruderverein Bollberg-Halle, GER  | Václav Chalupa        | Dukla Praha, CZE                    | [ 64 ]        |
| 1994   | Xeno Müller           | Grasshopper Club Zurich, SWI     | Martin Haldbo Hansen  | Denmark Rocenter                    |               |
| 1995   | Jüri Jaanson          | Parnu Rowing Club, EST           | Xeno Müller           | Grasshopper Club, Zurich            |               |
| 1996   | Merlin L. O. Vervoorn | DSR Proteus-Eretes, Delft, NED   | Andy. R Bihrer        | Grasshopper Club, Zurich            | [ 65 ]        |
| 1997   | Greg Searle           | Molesey Boat Club                | Peter Haining         | Auriol Kensington RC                |               |
| 1998   | Jamie Koven           | Brown Alumni, USA                | Greg Searle           | Molesey Boat Club                   | [ 66 ]        |
| 1999   | Marcel Hacker         | RC Magdeburg, GER                | Jamie Koven           | Riverside Boat Club, USA            |               |

### 21. stoljeće
| Godina | Pobjednik                                          | Klub                                               | Suparnik                                           | Klub                                               | izv.   |
| ------ | -------------------------------------------------- | -------------------------------------------------- | -------------------------------------------------- | -------------------------------------------------- | ------ |
| 2000.  | Aquil Abdullah                                     | Princeton Training Center, USA                     | Simon D. Goodbrand                                 | Rob Roy Boat Club                                  |        |
| 2001.  | Duncan Free                                        | Surfers Paradise RC, AUS                           | Todd Hallett                                       | Amateur AC, CAN                                    |        |
| 2002.  | Pete Wells                                         | University of London                               | Matt Langridge                                     | Leander Club                                       |        |
| 2003.  | Alan Campbell                                      | Tideway Scullers School                            | Ben P. Hopkins                                     | Vurtin Univ, AUS                                   |        |
| 2004.  | Marcel Hacker                                      | Casseler Fraven Ruderverein, GER                   | Colin Smith                                        | Oxford University                                  |        |
| 2005.  | Wyatt Allen                                        | Princeton Training Center, USA                     | Charlie M. Palmer                                  | Cantabrigian RC                                    |        |
| 2006.  | Mahé Drysdale                                      | West End RC, NZL                                   | Charlie M. Palmer                                  | Cambridge University                               |        |
| 2007.  | Alan Campbell                                      | Tideway Scullers School                            | Mahé Drysdale                                      | West End RC, NZL                                   |        |
| 2008.  | Ian Lawson                                         | Leander Club                                       | Sean M Jacob                                       | Old Collegians BC, IRE                             |        |
| 2009.  | Mahé Drysdale                                      | West End RC, NZL                                   | Alan Campbell                                      | Tideway Scullers School                            |        |
| 2010.  | Mahé Drysdale                                      | West End RC, NZL                                   | Lassi Karonen                                      | Brudpiga Roddklubb, SWE                            | [ 67 ] |
| 2011.  | Alan Campbell                                      | Tideway Scullers School                            | Nick Hudson                                        | Australian Institute of Sport                      |        |
| 2012.  | Peter Lambert                                      | Old Edwardian BC, RSA                              | Graeme Thomas                                      | Agecroft RC                                        |        |
| 2013.  | Aleksandar Aleksandrov                             | Kur Club, Azerbaijan                               | Alan Campbell                                      | Tideway Scullers School                            |        |
| 2014.  | Mahé Drysdale                                      | West End RC, NZL                                   | Roel Braas                                         | Hollandia Roeiclub, NED                            |        |
| 2015.  | Mahé Drysdale                                      | West End RC, NZL                                   | Gabor Csepregi                                     | Danubius Nemzeti Hajos Egylet, HUN                 |        |
| 2016.  | Hannes Obreno                                      | Brugse Trim en RC, BEL                             | Mahé Drysdale                                      | West End RC, NZL                                   |        |
| 2017.  | Matthew Dunham                                     | Waiariki RC NZL                                    | John Graves                                        | Craftsbury Sculling Center, USA.                   |        |
| 2018.  | Mahé Drysdale                                      | West End RC, NZL                                   | Kjetil Borch                                       | Horten Roklubb, NOR                                |        |
| 2019.  | Oliver Zeidler                                     | Donau-Ruder-Club, GER                              | Guillaume Krommenhoek                              | Hollandia Roeiclub, NED                            |        |
| 2020.  | Nije bilo natjecanja za vrijeme pandemije COVID-19 | Nije bilo natjecanja za vrijeme pandemije COVID-19 | Nije bilo natjecanja za vrijeme pandemije COVID-19 | Nije bilo natjecanja za vrijeme pandemije COVID-19 | [ 68 ] |
| 2021.  | Graeme Thomas                                      | Agecroft Rowing Club                               | Sebastian Devereux                                 | Leander Club                                       | [ 69 ] |
| 2022.  | Oliver Zeidler                                     | Frankfurt RS Germany 1869                          | David Bartholot                                    | Rowing Australia                                   | [ 70 ] |
| 2023.  | Oliver Zeidler                                     | Frankfurt RS Germany 1869                          | Piotr Płomiński                                    | WTW Warszawa, POL                                  | [ 71 ] |
| 2024.  | Oliver Zeidler                                     | Frankfurt RS Germany 1869                          | James Plihal                                       | Craftsbury Green Racing Project, USA.              | [ 72 ] |